# Megaleporinus trifasciatus
Megaleporinus trifasciatus es una especie de pez de agua dulce del género Megaleporinus, de la familia de los anostómidos. Se distribuye en aguas cálidas y templado-cálidas del centro de Sudamérica. Esta especie alcanza una longitud total de 23,8 cm.

## Distribución y hábitat
Este pez se distribuye en el centro-norte de América del Sur, en la cuenca del Amazonas en Brasil; siendo también registrado de manera dudosa en la cuenca del Plata, subcuenca del río Paraná en la Argentina y el Paraguay.
Se reproduce en parejas, en lugares densamente vegetados.

## Taxonomía
Esta especie fue descrita originalmente en el año 1876 por el zoólogo austríaco, especializado en Ictiología, Franz Steindachner.
Etimología
Leporinus viene de la palabra en latín lepus o leporis que significa 'conejo', en referencia a la semejanza de sus dientes con los del lagoformo. El término específico trifasciatus deriva de tri que es 'tres' y fasciatus que significa 'bandas', en referencia al patrón de coloración de esta especie.